# 摩根基金
摩根基金管理（中国）有限公司，2023年4月前名为上投摩根基金管理有限公司 (China International Fund Management Co., Ltd.)，是中国大陆的证券投资基金管理公司。

## 公司简介
上投摩根由上海国际信托投资有限公司 (Shanghai International Trust & Investment Co., Ltd.)和摩根富林明资产管理（英国）有限公司（JPMorgan Asset Management (UK) Limited）共同组建，其中上海国际信托投资有限公司持股51%，摩根富林明资产管理（英国）有限公司持股49%。
- 2004年5月12日公司正式成立，注册资本1.5亿元人民币。当时上海国际信托投资有限公司持股67%，摩根富林明资产管理（英国）有限公司持股33%。

- 2020年8月26日摩根大通向內地合作夥伴上海國際信托購入其持有的上投摩根基金管理餘下49%股權

- 总经理：王鸿嫔。王鸿嫔毕业于台湾清华大学经济系，1992年加入摩根富林明资产管理集团，历任台湾摩根富林明投资信托股份有限公司电子商务部副总经理，台湾摩根富林明证券投资顾问股份有限公司总经理，2004年5月至担任上投摩根基金管理有限公司总经理。